# Hármas halom
Névváltozatatok:

hármas hegy, halom-lánczolat (Nagy Iván VI. 274.), hármas tér (Nagy Iván IX. 136.), hármas domb (Nagy Iván VI. 539.), hármasbércz (Thaly Kálmán, VU 1867/18. 215.), hármas szikla (Gudenus I. 295.), hármas hegy (Gudenus I. 184.), gyeptalaj (Gudenus I. 274.), szikla, hármas sziklabéc (Hangay 113.)

de: Dreiberg

Rövidítések:
A hármas halom a magyar heraldika egyik jellegzetes címerképe. Három egymáshoz csatlakozó félkörívből áll, melyek közül a középső kiemelkedik, a két szélső magassága pedig azonos. A magyar heraldikában általában zöld színű, de a 18. századtól nagyon gyakori a természetes színű sziklacsúcsként ábrázolt hármas halom vagy "hármas hegy" is. A hármas halom a magyar államcímer önálló szimbolikával rendelkező heraldikai eleme.

## Változatai

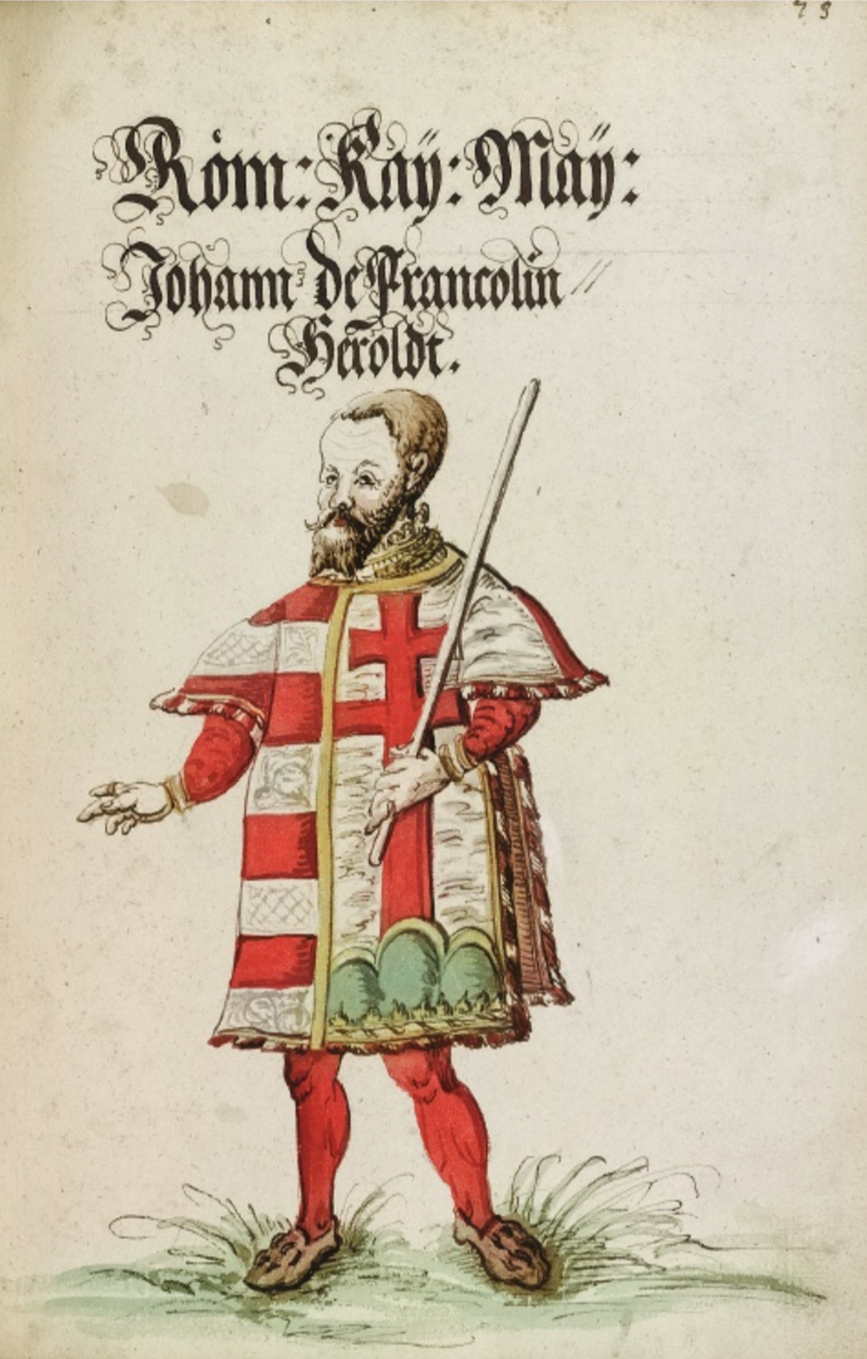
Johann von Francolin magyar herold, kép egy prágai címerkönyvből, 1563

Az egyházi művészetben a Golgota hármas halmát is jelenti, rajta a kereszt a Szent Keresztet. Kálváriakereszt van II. Endre szlavóniai pénzén és Béla herceg (a későbbi IV. Béla) pénzén. V. István pecsétjén a kettős kereszten koszorú van, a kereszt alján apró halom, de ez még csak lebegő. Erzsébet anyakirályné pecsétjén (1280) a kereszt apró lebegő liliomszerű végződésből nő ki, oldalain egy-egy liliommal. IV. László pecsétjén a hármas halom (vagy korona) még nagyon apró. Vencel király címere már három valódi egyforma nagyságú halomból áll, de még mindig lebegő, akárcsak Ottó címerében (Néhol még Zsigmond király címerében is). Csák Máté halála után megjelenik az Anjou pecséteken is. A hármas halom mai formáját Nagy Lajos 1357-es pecsétjén nyerte el, melyre néha liliom van helyezve.
A magyar nemesi heraldikában gyakori az egyszerű halom, mely csak egyetlen domború ívből áll. Hármas halom van a Heős és a Sánkfalvy családnak V. László által 1455-ben adományozott első közös címerében. Az ötös halom (németül: Fünfberg) olyan hármas halom, mely két további stilizált halom látható. A hatos halom (németül: Sechsberg) hat halomból álló címerkép. Főleg a dél-német, a svájci és az olasz heraldikában fordul elő. Az olasz címerekben a halmok nem golyószerűek, mint a Németországiakban, hanem ellipszis-alakúak.

Magyarország címere
A magyar hármas halom egyik korai formája
Hármas hegy Szlovénia címerében
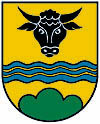
Hármas halom visszahajló alsó szélekkel (Aurach am Hongar, Ausztria)
Kis hármas halom visszahajló szélekkel és stilizált hármas halom a pajzsfőben (Langenberg városrész, Velbert, Németország)
Hármas halom XI. Kelemen pápa (1700-1721) címerében
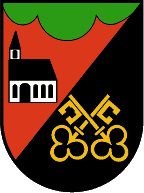
Fordított hármas halom a pajzsfőben (Sankt Anton im Montafon, Ausztria)
Ötös halom (Wiesensteig, Németország)
Hatos halom (Waldkirch, Németország)
Hatos halom (Emmendingen, Németország)
Hatos halom VII. Sándor pápa (1655-1667) címerében

## Szimbolikája
Mivel a hármas halom színe általában zöld, természetes halom lehetett az előképe, mely összefügghet a koronázási dombbal. Először Werbőczy István Tripartitiumában (1514. Pars I. titulus 11. § 3.) történik említés arról, hogy Magyarország címerében a hármas halom három hegységet (Tátra, Mátra és Fátra) jelképez, de ekkor még nincs szimbolikus értelme. Oláh Miklós érsek még egyszerűen csak zöld hegyként említi. Ezek értelmét elsőként António de Macedo igyekezett megmagyarázni, Divi Tutelares (1687) című művében, mely szerint a hármas halom Magyarország három legmagasabb hegyét szimbolizálja ("mons essurgit numero triplex qui tres praecipuos eiusdem regni monti significant"), de nem nevezi meg azokat. A hármas halom értelmét a 17. és 18. században egyes magyar jezsuiták fejtették ki. Érintette a hármas halom kérdését Szentiványi Márton (Curiosoria et selectiora variam scienciarum miscellanea, Nagyszombat, I. 1691. 118.), majd részletesebben is kifejtette Koller József (Cerographia, 1734: "Alteram scuti partem Montes Regni praecipui, iique summi insigniunt. Nomen illis: Tatra, Matra, Fatra vulgare passim (...) atque omnium est cognitum".) és Timon Sámuel (Imago Novae Hungariae, 1734). Timon a fentiekhez hozzáteszi, hogy a kettős kereszt a Magyar Királyság ősi jelképe, melyet a hármas halomra helyeztek. Foglalkozott a kérdéssel Bél Mátyás is két művében (Notitia Hungariae novae historico-geographica. Bécs, 1736. 515-16., ahol ismerteti Timon magyarázatát, de megjegyzi, hogy egyesek szerint a hármashalom Pannonhalmát jelképezi; valamint Compendium Hungariae geographicum. Pozsony, Kassa, 1777. 4.).
Meg kell jegyezni, hogy nem mindegyik említett szerző magyarázza a sávokat, illetve a hármas halmot azonos módon. A Tátra, Mátra és Fátra hegység azonosítása a hármas halommal mindazonáltal valószínűleg csak azért történt meg, mert ezek rímelnek egymásra a legjobban, akárcsak az sávok esetében, melyek Werbőczy magyarázata szerint „a négy ezüstös folyót” (Duna, Tisza, Dráva, Száva) jelentik. Egy kevéssé ismert magyarázat szerint, melynek fő képviselője Bárczay Oszkár, a hármas halom a Kálváriát (a Golgota-hegyet) jelképezi, ahol Jézust keresztre feszítették. Schwartner Márton szerint a középkori ország három rendjét (főpapság, főurak, nemesség) jelképezi, Bartholomaeides László szerint a Felvidék három nemzetiségét (magyar, német, szlovák) jelenti, Pray György pedig stilizált koronát látott benne (és a hármas halom legkorábbi, lebegő megjelenése a kettős kereszt alatt valóban koronára emlékeztet).
A 18. századi szimbolikus magyarázatok hatására a következő századi szlovák közfelfogásban az a nézet alakult ki, hogy a hármas halom és a kettős kereszt ősi szlovák jelképek, mert a három hegység közül kettő (a Tátra és a Fátra) a szlovák nyelvterületen fekszik. Ezért lett Szlovákia címere is a (kék) hármas halomra helyezett kettős kereszt (korona nélkül). A trianoni szerződés megkötése előtt a szlovákok ezen az alapon követelték Csehszlovákia déli határának a meghúzását is a Mátra vonalán, ahol az ősi szláv megtelepedést igyekeztek bizonyítani.
A Rákóczi címer 1597-es bővített változatában a hármas szikla a megadományozott szilárd erényeinek és hűségének jelképe, a vörös mező pedig azt jelenti, hogy a véráldozattól sem riad vissza.